# Cernik (żupania primorsko-gorska)
Cernik – wieś w Chorwacji, w żupanii primorsko-gorskiej, w gminie Čavle. W 2011 roku liczyła 1397 mieszkańców.